# Džejms Bjukanan Djuk
Džejms Bjukanan Djuk (23. decembar 1856 – 10. oktobar 1925) bio je američki industrijalista u oblastima duvana i električne energije. On je najpoznatijij po uvođenju proizvodnje i marketinga modernih cigareta, i po njegovom učešću u radu Djuk univerziteta.

## Detinjstvo i mladost
Džejms Bjukanan Djuk, poznat po nadimku „Bak”, rođen je 23. decembra 1856, u blizini Darama u Severnoj Karolini, od oca industrijaliste i filantropa Vašingtona Djuka (1820–1905) i njegove druge žene, Artelija Roni Djuk.

## Poslovna karijera
Djukov otac, Vašington, posedovao je duvansku kompaniju koju su njegovi sinovi Džejms i Bendžamin (1855–1929) preuzeli 1880-ih. Godine 1885, Džejms Bjukenen Djuk je stekao licencu za korišćenje prve automatizovane mašine za pravljenje cigareta (koju je izumeo Džejms Albert Bonsak), i do 1890. Djuk je snabdevao 40 odsto američkog tržišta cigareta (tada poznatog kao prethodno smotani duvan). Te godine, Duke je konsolidovao kontrolu nad svoja četiri glavna konkurenta pod jednim korporativnim entitetom, American Tobacco Company, koja je imala monopol pošto je kontrolisao preko 90 odsto američkog tržišta cigareta. Njegova poslovna taktika barona pljačkaša direktno je dovela do duvanskih ratova Blek Pač tokom 1906-1908.
Početkom 1900-ih, Djuke je pokušao da osvoji britansko tržište kao što je to učinio na američkom, ultimatno primoravši tada podeljene britanske proizvođače da se spoje u Imperijalnu tobako kompaniju Velike Britanije i Irske (Imperial Tobacco). Posle dve godine intenzivne konkurencije u Velikoj Britaniji, Imperijal tabako se borio na američkom tržištu, primoravajući Amerikan tabako da traži rešenje. Ovo je rezultiralo sporazumom prema kojem je Amerikan tabako kontrolisao američku trgovinu, Imperijal tobako je kontrolisao trgovinu na britanskim teritorijama, a treći, kooperativni poduhvat pod nazivom Britinsko-američka tabako kompanija je uspostavljen između njih dvojice da kontroliše prodaju duvana u ostatku sveta.
Za to vreme, Djuka su više puta tužili poslovni partneri i akcionari. Godine 1906, Američka duvanska kompanija proglašena je krivom za kršenje antimonopolskih propisa i naređeno joj je da se podeli u četiri odvojene kompanije: American Tobacco Company, Liggett & Myers, R. J. Reynolds, i P. Lorillard Company. Godine 1911, Vrhovni sud SAD je potvrdio naredbu o raskidu monopola Američke tobako kompanje. Kompanija je tada podeljena na nekoliko manjih preduzeća, od kojih je samo Britansko-američka duvanska kompanija ostala pod Djukovom kontrolom.
Godine 1892, Djukovi su otvorili svoju prvu tekstilnu firmu u Daramu, Severna Karolina, koju je vodio njegov brat Bendžamin. Na prelazu vekova, Bak je organizovao Američku razvojnu kompaniju da stekne prava na zemljište i vodu na reci Katavba. Godine 1904, osnovao je Catawba Power Company, a sledeće godine on i njegov brat su osnovali Southern Power Company, koja je postala poznata kao Duke Power, preteča konglomerata Duke Energy. Kompanija je snabdevala električnom energijom Djukovu fabriku tekstila i u roku od dve decenije, njihovi energetski kapaciteti su znatno prošireni i snabdevali su strujom više od 300 fabrika pamuka i drugih industrijskih preduzeća. Djuk pauer je uspostavio električnu mrežu koja je snabdevala gradove i mesta u regionu Pijemont Severne i Južne Karoline. Jezero Džejms, rezervoar za proizvodnju energije u zapadnoj Severnoj Karolini, stvorila je kompanija 1928. godine i nazvano je u Djukovu čast. Bak Stim Stejšon u okrugu Rouan, Severna Karolina, izgrađena 1926. godine, takođe je nazvana po Djuku.

## Lični život
Djuk je bio oženjen dva puta, prvi put 1904. sa Lilijan Flečer Makredi (takođe poznata kao Lilijan Nanet Djuk). Razveli su se 1906. godine i nisu imali dece. Godine 1907, oženio se udovicom Nanalin Holt Inman, sa kojom je imao svoje jedino dete, ćerku Doris, rođenu 22. novembra 1912. Doris je odrasla na farmi Djuk u Hilsboru, Nju Džersi, gde je njen otac radio sa pejzažistima kao što su kao Džejms Lil Grinlif (član firme Frederik Lo Olmsted) i Horaciom Bakenhamom da transformišu više od 2.000 acres (8 km2) poljoprivrednog zemljišta i šumskih parcela u izvanredan pejzaž koji sadrži 2 konzervatorijuma, 9 jezera, 35 fontana, 45 zgrada, bezbroj skulptura, preko 2 mi (3 km) kamenih zidova i više od 18 mi (29 km) kolovoza.
Djuk je umro u Njujorku 10. oktobra 1925. i sahranjen je sa ocem i bratom u Memorijalnoj kapeli u kampusu Univerziteta Djuk. On je boravio u svom domu, Linvud u Šarlotu, u Severnoj Karolini tokom poslednjih pet godina svog života. Ta lokacija je uvrštena u Nacionalni registar istorijskih mesta 1978.

### Filantropija i testament
U decembru 1924, Djuk je uspostavio Djukovu zadužbinu, $40 milionski fond (što je bilo ekvivalentno sa $596.737.864 u 2019. godini), deo čega je bio namenjen Triniti koledžu. Univerzitet je preimenovan u Djuk univerzitet u čast njegovog oca. Džejms B. Djukiva biblioteka, glavna biblioteka na kampusu u Ferman univerzitetu, takođe je imenovana po njemu zbog njegovog filantropskog odnosa sa univerzitetom.
Nakon njegove smrti, oko polovine svog ogromnog imanja ostavio je Djukovoj zadužbini, dodajući još 67 miliona dolara (ekvivalentno sa 957.197.343 dolara 2018. godine) u fond. U ugovoru fondacije, Djuk je precizirao da želi da donacija podržava Djuke univerzitet, Dejvidson koledž, Furman univerzitet, Univerzitet Džonson K. Smit; neprofitne bolnice i dečije domove u dve Karoline; i seoske ujedinjene metodističke crkve u Severnoj Karolini, penzionisane pastore i njihove preživele porodice.
Preostali deo Djukovog imanja, procenjen na oko 100 miliona dolara (što je ekvivalentno 1.428.652.751 dolara 2018. godine), otišao je njegovoj dvanaestogodišnjoj ćerki Doris, što ju je učinilo „najbogatijom devojkom na svetu”. Godine 1927, Doris je tužila svoju majku zbog kontrole imanja Djuk farme i pobedila. Asocirajući Djukove farme sa dragim sećanjima na svog oca, Doris Djuke je sprovela malo većih promena na imanju, osim prilagođavanja staklene bašte svog oca da bi se stvorile izložbene bašte u njegovu čast. U tim vrtovima je bila izložena obimna skulptura njenog oca, a bila je otvorena za javnost od 1964. godine, dok je staraoci fondacije nisu zatvorili u maju 2008. godine.

## Literatura
- Duke, D.W. (2014). The Duke Legacy. iUniverse. ISBN 978-1-4917-2621-1. OCLC 875351886.
- Durden, Robert F. (2003). Bold Entrepreneur: A Life of James B. Duke. Carolina Academic Press
- Jenkins, John Wilbur (1927). James B. Duke: Master Builder. George H. Doran Company
- Kremer, William (November 13, 2012). "James Buchanan Duke: Father of the modern cigarette" Архивирано на веб-сајту  (13. мај 2019),  BBC News Magazine
- Sobel, Robert (1974). „James Buchanan Duke: Opportunism Is the Spur”. The Entrepreneurs: Explorations Within the American Business Tradition. New York: Weybright & Talley. стр. 148–194. ISBN 0-679-40064-8.
- „British American Tobacco: The Early Years 1902–1932”. British American Tobacco. 29. 9. 1902. Архивирано из оригинала 9. 2. 2009. г. Приступљено 18. 4. 2011.
- Cox, Howard (2009). „British American Tobacco Company”.  Ур.: Linsun CHENG. Berkshire Encyclopedia of China. Berkshire Publishing Group. стр. 208—209. ISBN 978-0977015948.
- Tinari, Philip (1. 8. 2005). „China Trade: The Art and Commerce of Tobacco”. Duke Magazine. 91 (4): 1—3. Архивирано из оригинала 21. 9. 2017. г. Приступљено 12. 8. 2017.
- Cox, Howard (1997). „China: the Evolution of BAT's Cigarette Distribution Network, 1902-41” (PDF). Business History. 39 (3): 30—64. doi:10.1080/00076799700000098. Архивирано (PDF) из оригинала 9. 5. 2013. г. Приступљено 25. 5. 2012.

## Spoljašnje veze
- Džejms Bjukanan Djuk на сајту Find a Grave (језик: енглески)